# Некрасов, Леопольд Борисович
Леопольд Борисович Некрасов (1923-1945) — капитан Рабоче-крестьянской Красной Армии, участник Великой Отечественной войны, Герой Советского Союза (1945).

## Биография
Леопольд Некрасов родился 23 июля 1923 года в Москве. Сын известного геолога Бориса Петровича Некрасова, репрессированного в 1937 году. Окончил среднюю школу (нынешняя ГБОУ Школа №7). В сентябре 1941 года Некрасов был призван на службу в Рабоче-крестьянскую Красную Армию и направлен на фронт Великой Отечественной войны. В 1943 году Некрасов окончил Московское пулемётно-миномётное училище.
К апрелю 1945 года гвардии капитан Леопольд Некрасов командовал миномётной ротой 248-го гвардейского стрелкового полка 83-й гвардейской стрелковой дивизии 11-й гвардейской армии Белорусского фронта. Отличился во время боёв в Восточной Пруссии. В ночь с 25 на 26 апреля 1945 года Некрасов во главе передового отряда переправился через залив на косу Фрише-Нерунг (ныне — Балтийская коса) и атаковал противника с тыла, уничтожив 8 огневых точек и более 300 солдат и офицеров. Закрепившись на захваченных позициях, отряд Некрасова два часа отражал немецкие контратаки, продержавшись до подхода основных сил. В том бою Некрасов погиб. Некрасова и  комсорга Колесова похоронили на окраине немецкой деревеньки Каддих-Хакен, в 50 метрах от шоссейной дороги, ведущей на Пиллау. Похоронен в братской могиле в городе Балтийск Калининградской области.
Указом Президиума Верховного Совета СССР от 29 июня 1945 года за «образцовое выполнение боевых заданий командования на фронте борьбы с немецкими захватчиками и проявленные при этом мужество и героизм» гвардии капитан Леопольд Некрасов посмертно был удостоен высокого звания Героя Советского Союза. Также был награждён орденами Ленина, Красного Знамени, Отечественной войны 1-й и 2-й степеней, двумя орденами Красной Звезды, рядом медалей.

## Память
В посёлке Коса Калининградской области есть улица названная в честь Леопольда Некрасова.
17.11.1947 деревня Лиска-Шаакен / Liska-Schaaken была переименован в честь Л.Б. Некрасова в пос. Некрасово